# Mai 1908

## Événements
- 8 mai :
  - Saint Jean le Baptiste est proclamé patron des canadiens français.
  - Le général Lyautey est nommé haut-commissaire du gouvernement français au Maroc.

- 13 mai : première liaison radio entre un ballon et le sol aux États-Unis.

- 14 mai : Wilbur Wright embarque un passager. Nombre d'historiens américains considèrent que c'est le premier cas de passager dans l'histoire de l'aviation (cf. 28 mars 1908). Ce même jour, l'un des frères Wright aurait (performance non homologuée) parcouru la distance de 8 050 mètres dans un temps de 7 minutes et 29 secondes. La Fédération Aéronautique Internationale ne prend pas en compte cette performance, comme toutes celles réalisées avant cela par les frères Wright, qui refusent tout contrôle d'homologation.

- 15 mai :
  - Répression du mouvement contre les impôts commencé en mars en Annam sous l’empereur Duy Tân.
  - Paul Doumer prend des mesures pour « construire l’Indochine ». Taxes et corvées se multiplient, suscitant les premières grandes révoltes rurale, puis ouvrières.

- 16 mai : enseignement primaire obligatoire en Russie.

- 18 mai : le Pourquoi pas ?, navire d’exploration polaire du commandant Charcot, est lancé à Saint-Malo.

- 20 mai : création du Budi Utomo par des étudiants indonésiens de Batavia. Ce mouvement d’intellectuels contribuera à la formation de plusieurs leaders du mouvement nationaliste.

- 25 mai : transfert de la capitale du Soudan occidental de Kayes à Bamako[1], après la construction de la cité administrative de Koulouba (1903-1907).

- 29 mai : le Français Delagrange bat en Italie les records du monde de distance (12,750 km) et de temps de vol (15 minutes et 25 secondes).

## Naissances
- 5 mai : Robert Foulk, acteur américain († 25 février 1989).
- 19 mai : Percy Williams, athlète († 29 novembre 1982).
- 20 mai : James Stewart, acteur américain († 2 juillet 1997).
- 23 mai : Tomiko Itooka, supercentenaire japonaise, doyenne de l'humanité († 29 décembre 2024).
- 28 mai :
  - Léo Cadieux, journaliste et homme politique fédéral provenant du Québec († 11 mai 2005).
  - Ian Fleming, romancier britannique, créateur de James Bond († 12 août 1964).
- 30 mai : Hannes Alfvén astrophysicien suédois († 2 avril 1995).

## Décès
- 24 mai : Old Tom Morris, golfeur écossais (° 16 juin 1821).
- 31 mai : Louis-Honoré Fréchette, écrivain et poète québécois (° 16 novembre 1837).